# Грядки (Мінська область)
Грядки (біл. вёска Грядзькы) — село в складі Смолевицького району Мінської області, Білорусь. Село підпорядковане Жодинській сільській раді, розташоване в центральній частині області.